# Endotrichella margaritifera
Endotrichella margaritifera là một loài bướm đêm trong họ Crambidae.